# 回到印第安纳家鄉
《 回到印第安纳家鄉 》是一首由詹姆士·艾佛利创作、巴拉德·麦克唐纳填词的歌曲，于1917年1月出版。虽然它不是印第安纳州的州歌（州歌是《在遥远的沃巴什河畔》），但它也许是最著名的向印第安纳州致敬的歌曲。

## 印第安纳州著名歌曲
这首曲子是作为当时的一首叮砰巷流行歌曲推出的。它引用了来自众所周知的“在遥远的沃巴什河岸边”的音乐，以及歌词中单词的重复：烛光、月光、田野、新割的干草、梧桐树和沃巴什河。
自 1946 年以来，《回到印第安纳的家》这首曲一直在印第安纳波利斯 500赛事前的仪式上演奏。歌曲演唱过程中，数千个五颜六色的气球从内场帐篷中放飞。放飞气球的历史可以追溯到 1947 年，并从 1950 年左右开始与这首歌同时进行。从 1972 年到 2014 年，这首歌曲由吉姆·纳伯斯演唱最多次。他承认在首次演出时将歌词写在了手上，有时他的版本会更改一些字词。演唱部分由普渡大学全美军乐团伴奏。 2014 年，纳博斯在年初宣布退休后最后一次演唱了这首歌，他说：“你知道，生命中总有那么一个时刻你必须继续前进。今年我就 84 岁了。我觉得是时候了……能来到这里真的是我今年最精彩的时刻。这对我来说非常难过，但尽管如此，我内心深处的某种东西告诉我，是时候离开了。” 
纳博斯退休后，演唱这首歌的荣誉在 2015 年和 2016 年轮流进行（在纳博斯成为常规歌手之前也是如此）。无伴奏合唱团Straight No Chaser于 2015 年进行演出，2014 年春季《美国好声音》冠军Josh Kaufman在印第安纳波利斯儿童合唱团的伴奏下于 2016 年进行演出。从 2017 年开始，赛事恢复了标准歌手演唱。截至 2023 年的比赛，吉姆·科内利森 (Jim Cornelison)已经连续七次担任该歌手。 

## 爵士乐标准
1917年，这首歌成为哥伦比亚唱片公司选中的流行歌曲之一，由原迪克西兰爵士乐队(ODJB) 录制，并在“ Darktown Strutters' Ball ”中以 78 转唱片的形式发行。 ODJB 的这个活泼的器乐版本是最早发行且畅销的爵士乐唱片之一。这首曲子成为了爵士乐的标准曲子。多年来，路易斯·阿姆斯特朗和他的全明星乐队每次公开表演都会以这首歌开场。
它的和弦变化支撑了查理·帕克创作的《唐娜·李》，这是爵士乐最著名的对位曲之一，它在现有的和声结构上添加了新的旋律。不太为人所知的与《印第安纳》相反的作品包括胖子纳瓦罗的《冰冻的红色》 和伦尼特里斯塔诺的《Ju-Ju》。 
1934年，乔·杨 (Joe Young)、吉恩·施瓦兹 (Jean Schwartz) 和乔·艾格尔 (Joe Ager) 创作了《在印第安纳州的一座农场上的小红谷仓里》，这首歌不仅采用了上述所有关键词和短语，而且其副歌具有与《印第安纳》相同的和声结构。从这个方面来看，它是后者的对立面。

## 翻唱版本
- 原版迪克西兰爵士乐队，1917年[5]
- 艾迪·康登与弗兰克·特斯切马赫和吉恩·克鲁帕，1928 年[5]
- 雷德·尼科尔斯，1929年[5]
- 卡萨罗马管弦乐团，1932年[5]
- 印第安纳州热门人物，1937年[6]
- 楚·贝瑞的《火辣红唇》 1937 年[5]
- 莱斯特·杨与纳·金·科尔，1942年[5]
- 莱斯特·杨与伯爵贝西，1944年[5]
- 唐·拜亚斯与斯兰姆·斯图尔特，1945年[7]
- 巴德·鲍威尔，1947年[5]
- 路易斯·阿姆斯特朗， 《与路易斯·阿姆斯特朗在帕萨迪纳市政礼堂共度夜晚》 ，1951 年[5]
- 查理·帕克、切特·贝克和桑尼·克里斯，英格尔伍德果酱音乐节，1952 年[8]
- 戴夫·布鲁贝克 ， 54 年交换生
- 鲍比·达林和约翰尼·默瑟， 《两情相悦》 ，1961 年
- 理查德·“Groove”·霍姆斯， 《在贝西的舞台上》 ，1966 年[5]
- 乔·韦努蒂和佐特·西姆斯， 《乔和佐特》 ，1973 年[5]
- 格伦·坎贝尔，1973 年《今夜秀》现场直播[9]
- 邦妮·科洛克， 《野性与隐居》 ，1978 年
- 1981 年，迪克·韦尔斯托德 (Dick Wellstood)与肯尼·戴文 (Kenny Davern)在汉拉蒂 (Hanratty's) 表演《蓝色三人组》 [5]
- Straight No Chaser ，新古典音乐，2015
- 杰瑞·加西亚，《加西亚》，1974 年
- 罗斯玛丽·克鲁尼 (Rosemary Clooney) ，访谈爵士乐精选卷。 1996年

## 电影中的使用
- 记住那一夜，1940年：电影的主要主题之一。
- 印第安纳之家，1944 年：整部电影均将此曲用作配乐和背景音乐，并经常由雨果·弗里德霍弗(Hugo Friedhofer) 进行复杂的重新编排。
- 蒙特卡洛故事，1956 年：玛琳·黛德丽为阿瑟·奥康奈尔演唱这首歌。
- 《五便士》（The Five Pennies ），1959 年：这首歌在丹尼凯耶（Danny Kaye）讲述小号手雷德尼科尔斯（Red Nichols）生活的多个场景中出现。